# 茜ケ久保重光
茜ケ久保 重光（茜ヶ久保、あかねがくぼ しげみつ、1905年〈明治38年〉8月31日 - 1993年〈平成5年〉3月5日）は、日本の政治家。日本社会党で衆議院議員（3期）、参議院議員（2期）を務めた。

## 経歴
宮崎県宮崎郡木花村（現・宮崎市）に、農家の次男として生まれる。1937年（昭和12年）早稲田大学政経科卒。在学中から反戦・労働・農民運動に参加。卒業後は群馬県水上町にあった阿能川鉱山に入り、所長となる。1940年（昭和15年）群馬県鉱業会理事長、1943年（昭和18年）全国鉱業会連合会理事長。
1945年（昭和20年）の日本社会党結党に参加。1948年（昭和23年）日本社会党群馬県連書記長、1950年（昭和25年）日本社会党本部中央委員。妙義基地反対闘争委員長を務めた。
1952年（昭和27年）の第25回衆議院議員総選挙において群馬1区から左派社会党公認で立候補したが落選。次の1953年の総選挙でも落選。
1955年（昭和30年）の第27回総選挙で初当選を果たし、衆議院議員を通算3期務める。日本社会党本部沼田ダム対策特別副委員長として国会で質疑を行った。
1967年の総選挙で落選。同年8月の群馬地方区の補欠選挙に社会党公認で立候補したが落選。1968年の第8回参議院議員通常選挙でも落選。1971年の第9回参議院議員通常選挙で当選。参議院議員を2期務めた。国会内では参議院逓信、決算の各委員長を歴任。
1983年の参院選は不出馬。1993年（平成5年）3月5日に死去。
江戸千家茶道教授でもあった。

## 親族
- 茜ヶ久保 淑郎（あかねがくぼ よしろう[1][2]） - 茜ヶ久保重光の三男[2]。政治活動では「アカネ淑郎」名義も用いた[1][2]。前橋高校、早稲田大学第一文学部を経て[1][2]、1970年6月に行われた前橋市議会議員の補欠選挙に28歳で立候補し、初当選した[7]。1975年の群馬県議会議員選挙に前橋市選挙区から日本社会党公認で立候補し、初当選した[8]。1993年に参議院議員選挙に出馬も落選。
- 茜ヶ久保 嘉代子（あかねがくぼ かよこ） - 茜ヶ久保淑郎の子の妻[9]。IBMやアクセンチュアにてコンサルティング業務を経験後、起業した[10]。都民ファーストの会は2017年の東京都議会議員選挙の杉並区選挙区に茜ヶ久保嘉代子と鳥居宏右の二人を擁立し、ともに初当選を果たした。嘉代子は2021年の都議選でトップ当選し、鳥居は落選した。
- 茜ヶ久保 舞（あかねがくぼ まい） - 茜ヶ久保嘉代子の義妹[11][12]。嘉代子の秘書を務めたのち[13]、2023年の杉並区議会議員選挙に都民ファーストの会公認で立候補し、初当選した。元客室乗務員。